# Strijkkwartet nr. 2 (Weinberg)
Mieczysław Weinberg componeerde de eerste versie van zijn Strijkkwartet nr. 2 in de periode 25 november 1939 en 13 maart 1940.
De Joodse Weinberg schreef dit werk toen hij in Minsk verbleef, op de vlucht voor Nazi-Duitsland. Hij droeg het werk op aan zijn moeder en zuster die in Polen achterbleven, en waarvan hij niet (meer) zeker wist of ze in leven waren. Volgens het begeleidend boekwerkje van de uitgave van cpo schreef Weinberg slechts een vijftal werken in de Wit-Russische hoofdstad. Zij delen het werk in als zijnde een jeugdwerk (Weinberg was 20 jaar). Ook constateerde men daar dat het tweede strijkkwartet aanzienlijk vrolijker klinkt dan zijn Strijkkwartet nr. 1 dat nog in Polen tot stand kwam. Weinbergs opus 3 kende drie delen, waarbij de onderlinge samenhang beter verwerkt werd dan in dat eerste strijkkwartet.
In 1986 reviseerde de componist het werk grondig. Er werden wijzigingen aangebracht in de delen, er werd een nieuw derde deel toegevoegd, dat een geleidelijker overgang bracht tussen het tweede deel en de finale. Weinberg werkte deze revisie verder uit tot wat zijn Kamersymfonie nr. 1 zou worden. Zowel het Strijkkwartet nr. 2 als de kamersymfonie dragen daarom opus 145. Die revisie zou ook invloed hebben gehad tijdens het componeren van Strijkkwartet nr. 17, zijn laatste, dat eveneens optimistisch van aard is, maar dat kan net als bij zijn muzikale voorbeeld Dmitri Sjostakovitsj ook ironisch bedoeld zijn.   
De delen:
- Allegro
- Andante
- Allegretto
- Presto